# Lukumon Akinolugbade
Lukumon Akinolugbade (ur. 15 czerwca 1985) − nigeryjski bokser kategorii papierowej, uczestnik igrzysk Wspólnoty Narodów (2006).

## Kariera amatorska
W 2006 był uczestnikiem igrzysk Wspólnoty Narodów, w których rywalizował w kategorii papierowej. W pierwszej swojej walce w 1/8 finału przegrał na punkty (10:33) z Jafetem Uutonim i odpadł z dalszej rywalizacji w igrzyskach.